# Division de remplacement de la Garde
La division de remplacement de la Garde est une grande unité de l'armée prussienne pendant la Première Guerre mondiale.

## Composition

### Structure de guerre en 1914
- 1re brigade mixte de remplacement de la Garde
  - 1er bataillon de remplacement de brigade
  - 2e bataillon de remplacement de brigade
  - 3e bataillon de remplacement de brigade
  - 4e bataillon de remplacement de brigade
  - Détachement de Berlin de remplacement de la cavalerie de la Garde
  - 1er détachement de remplacement de l'artillerie de campagne de la Garde
  - 2e détachement de remplacement de l'artillerie de campagne de la Garde
  - 1re compagnie de remplacement du bataillon du génie de la Garde
- 5e brigade mixte de remplacement
  - 5e bataillon de remplacement de brigade
  - 6e bataillon de remplacement de brigade
  - 7e bataillon de remplacement de brigade
  - 8e bataillon de remplacement de brigade
  - Détachement de Pasewalk de remplacement de la cavalerie de la Garde
  - 38e détachement de remplacement de l'artillerie de campagne
  - 53e détachement de remplacement de l'artillerie de campagne
  - 1re compagnie de remplacement du 2e bataillon du génie
- 17e brigade mixte de remplacement
  - 17e bataillon de remplacement de brigade
  - 18e bataillon de remplacement de brigade
  - 19e bataillon de remplacement de brigade
  - 20e bataillon de remplacement de brigade
  - 77e bataillon de remplacement de brigade
  - Détachement de Posen de remplacement de la cavalerie
  - 20e détachement de remplacement de l'artillerie de campagne
  - 41e détachement de remplacement de l'artillerie de campagne

### Structure de guerre à partir du 8 mars 1918
- Brigade de remplacement de la Garde
  - 6e régiment d'infanterie de la Garde
  - 7e régiment d'infanterie de la Garde
  - 399e régiment d'infanterie
  - 29e détachement de tireurs d'élite de mitrailleuses
  - 5e escadron du 2e régiment d'uhlans de la Garde
- 6e commandement d'artillerie de la Garde
  - 7e régiment d'artillerie de campagne de la Garde
  - 89e e bataillon d'artillerie à pied
  - 501e bataillon du génie
  - 551e commandement du renseignement de la Garde

## Histoire
La division est formée lors de la mobilisation au début de la Première Guerre mondiale et est déployée sur les fronts occidental et oriental au cours de la guerre.

### Calendrier de bataille[2]

#### 1914
- 22 août au 14 septembre - Bataille de Nancy-Épinal
- 17 au 27 septembre - Bataille de Lagarde (de)
- 28 septembre au 22 avril 1916 - Combats entre la Meuse et la Moselle

#### 1915
- Combats entre la Meuse et la Moselle

#### 1916
- au 22 avril - Combats entre la Meuse et la Moselle
- 23 juillet au 21 août – Bataille de Verdun
- 26 août au 4 novembre – Guerre de tranchées entre Meuse et Moselle
- 0 5 novembre au 15 décembre – Réserve de l'OHL
- 16 décembre au 14 janvier - Guerre de tranchées devant Verdun

#### 1917
- 14 janvier au 31 mars - Guerre de tranchées en Champagne
- 31 mars au 12 avril – Réserve de l'OHL
- 12 avril au 7 mai – Double bataille Aisne-Champagne
- 10 mai au 20 juillet - Guerre de tranchées devant Verdun
- 21-26 juillet – Réserve de l’OHL et transport vers l’Est
- 26 juillet au 15 août - Réserve du Groupe d'Armées Eichhorn
- 16 au 31 août – Réserve de la 8e armée
- 1er au 5 septembre – Bataille de Riga
- 6 au 13 septembre - Réserve de l'OHL et transport vers l'ouest
- 14 septembre au 9 octobre - Bataille défensive de Verdun
- 10 octobre au 25 février - Guerre de tranchées devant Verdun

#### 1918
- - 1er février au 20 mars - Combats dans la ligne Siegfried et préparation de la Grande Bataille de France
- 20 mars au 6 avril – Grande Bataille de France
- 7 avril au 16 mai – Batailles sur l'Ancre, la Somme et l'Avre
- 17 mai au 30 juin - Batailles entre Arras et Albert
- 1er juillet au 3 août – Batailles de tranchées près de Reims
- 4 août au 3 septembre – Guerre de tranchées sur la Vesle
- 9 au 18 septembre – Guerre de tranchées en Haute Alsace
- 18 septembre au 6 octobre - Guerre de tranchées en Lorraine
  - 28 septembre au 17 octobre - Bataille défensive en Flandre
- 18 au 24 octobre – Combats d'arrière-garde entre l'Yser et le Lys
- 25 octobre au 1er novembre – Bataille de la Lys
- 2 au 4 novembre - Combats d'arrière-garde des deux côtés de l'Escaut
- 5 au 11 novembre - Batailles de retraite devant la position Anvers-Meuse
- à partir du 12 novembre – Évacuation du territoire occupé et marche vers le retour

## Commandants
| Rang            | nom                        | Date                            |
| --------------- | -------------------------- | ------------------------------- |
| Generalleutnant | Reinhold von Twardowski    | 2 août 1914 au 30 avril 1916    |
| Generalleutnant | Alfred von Larisch         | 1er mai 1916 au 20 janvier 1918 |
| Generalmajor    | Maximilian von Poseck (de) | 21 janvier 1918 à 1919          |